# Archimedische Schraube

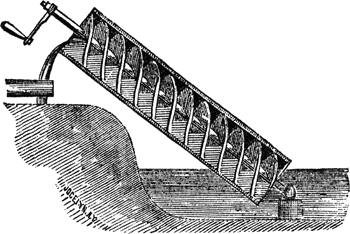
Stich einer archimedischen Schraube mit zwei Wendeln

Eine archimedische Schraube ist eine Förderanlage, die aus einer Wendel in einem schräg ansteigenden Rohr und je einem Trog an beiden Enden besteht. Üblich ist die Bezeichnung Schneckenpumpe, obwohl es sich weder um eine Schnecke noch um eine Pumpe handelt. Die DIN 1184 bezeichnet sie sehr treffend als Gleichdruckhebewerk.
Die Erfindung einer solchen Wasserhebeanlage reicht in die Antike zurück und wird üblicherweise dem griechischen Physiker Archimedes zugeschrieben. Historische Hauptanwendung ist der Transport von Wasser auf ein höheres Niveau zu Bewässerungs- und Entwässerungszwecken. Es gibt auch Anwendungen mit Schüttgut, das oft horizontal gefördert wird.

## Prinzip

Animiertes Funktionsprinzip der archimedischen Schraube

Die Schnecke befindet sich in einem eng angepassten Trog oder Rohr aus Stahl, Beton, Schmelzbasalt, Kunststoff oder auch gemauert und dreht sich um ihre Mittelachse. Durch die Schnecke und den Trog werden Kammern gebildet, in denen das Wasser nach oben geschraubt wird. Diese Kammern sind nach oben und unten durch jeweils einen Blattabschnitt der Spirale begrenzt. Durch die Rotation der Schnecke bewegen sich alle Kammern in Richtung des Schneckenendes. Am Ende der Schnecke läuft das Wasser aus der sich auflösenden Kammer aus, am Schneckenanfang entsteht eine neue Kammer, die sich mit Wasser aus dem Zulauf füllt.
Wandstärke und Durchmesser des Zentralrohres bestimmen mit ihrem Widerstandsmoment die Durchbiegung und somit die erzielbaren Förderhöhen. Lange Zeit wurden keine Schneckenpumpen mit Baulängen verwendet, die größer als 10 m waren, da sie schon nach kurzer Zeit brachen. Erst als man bemerkte, dass sie sich durch die Verdrängung des Wassers im Betrieb nach oben durchbiegen, konnte man durch Anpassung der entsprechenden Parameter längere Schneckenpumpen betreiben. Die erste Maschine mit 18 m Baulänge wurde bei der Brüsseler Expo 58 in einem Schaupumpwerk des Niederländischen Pavillons gezeigt und war für Fachleute eine Sensation. Daher ist ein geringes Gewicht z. B. von Kunststoffschnecken ein Problem und kann Niederhalter erfordern.
Die archimedische Schraube ist ein Sonderfall des Schneckenförderers, da die Schwerkraft für den Vorwärtstransport des Fördermediums genutzt wird. Aus diesem Grund kann mit der archimedischen Schraube nur horizontal oder schräg nach oben gefördert werden, wogegen Schneckenförderer auch in der Lage sind, Güter senkrecht zu fördern. Schneckenpumpen fördern meist flüssige Medien, Schneckenförderer meist Feststoffe oder hochviskose Medien.
Bei größeren Förderhöhen werden die Schneckenpumpen als Kaskaden angeordnet (bereits auf einer römischen Darstellung).

## Geschichte

### Antike und Mittelalter

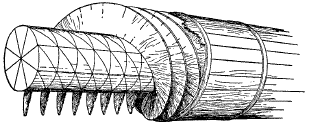
Von Vitruv beschriebene archimedische Schraube

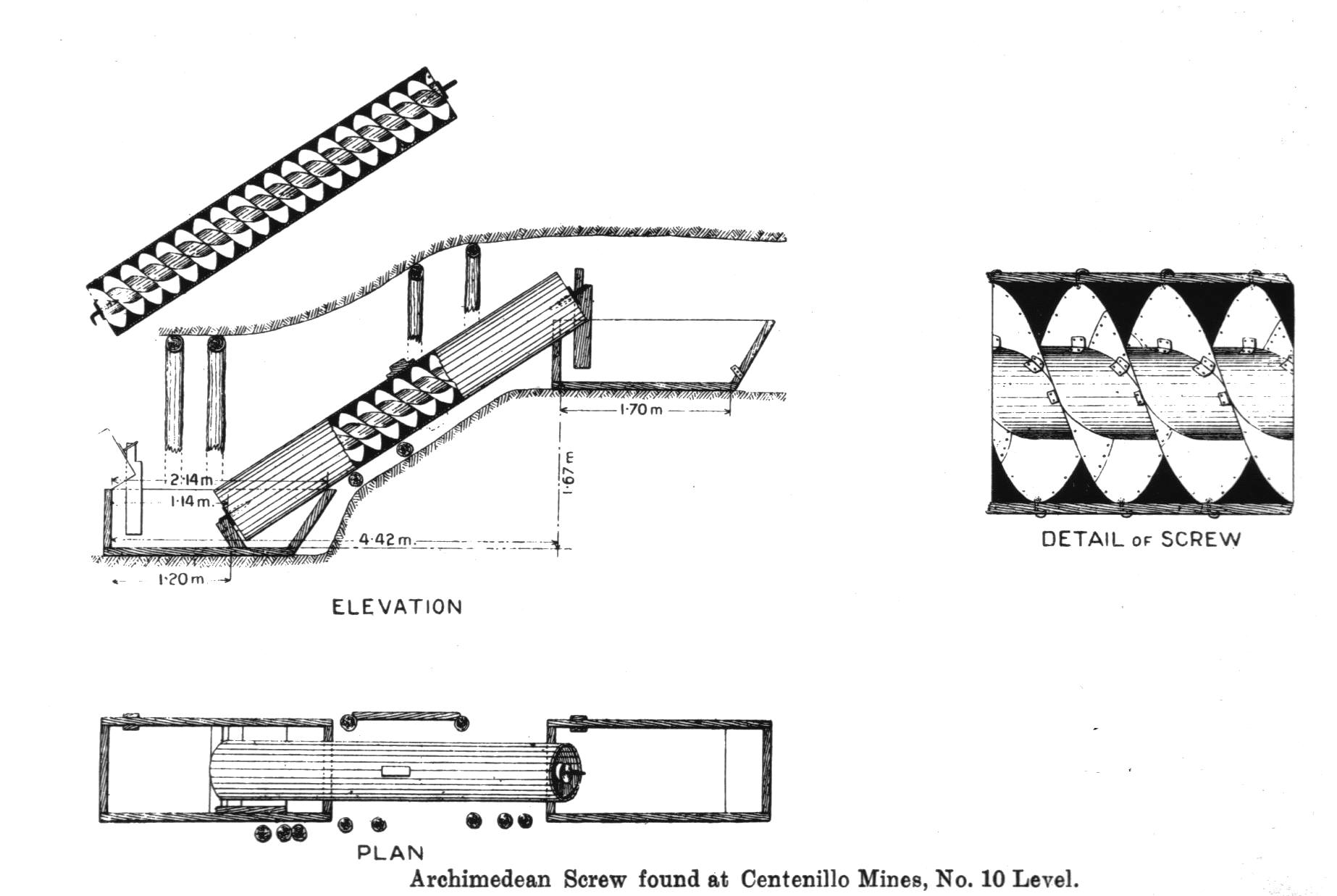
Rekonstruktionszeichnung der in antiken spanischen Silberminen verwendeten archimedischen Schraube

In der Antike lässt sich die Verwendung archimedischer Schrauben erstmals belegen. Die Erfindung wird üblicherweise dem griechischen Mathematiker und Techniker Archimedes zugeschrieben, der im 3. Jahrhundert vor Christus lebte, es gibt aber in der technikhistorischen Forschung auch Hypothesen, nach denen derartige Geräte bereits zuvor in Mesopotamien eingesetzt wurden. So interpretiert Stephanie Dalley eine Keilschrift-Mitteilung des assyrischen Königs Sanherib aus dem 8. oder 7. Jahrhundert vor Christus als eine Bauanleitung für ein Gerät mit ähnlicher Funktion. Diese wurden durch Windmühlen, durch Muskelkraft oder, an Flüssen, durch Wasserräder angetrieben und unter anderem hergestellt, indem man einen Holzkern in mehreren Lagen schraubenförmig mit flexiblen Ruten umwickelte und diese mit Pech abdichtete.
Genaue Angaben zum Bau einer Schneckenpumpe sind von Vitruv überliefert. In seinem Werk „Zehn Bücher über Architektur“ („De architectura libri decem“), das zwischen 33 und 22 v. Chr. entstand, stellt er im Band X Maschinenbau („Machinarum“, dort Kapitel 6) Vorgaben zusammen, wonach die Achse aus einem runden Holzpfahl herzustellen ist, dessen Durchmesser ein Sechzehntel der Länge haben soll. Der Umfang wird in acht gleiche Abschnitte geteilt, die Länge ebenfalls, so dass eine quadratische Aufteilung entsteht. Die Blätter der Schneckenpumpe werden diagonal über die Kreuzungspunkte dieser Quadrate aus flachen Streifen von Weidenruten oder Weidenholz erstellt und mit Pech abgedichtet. Der Antrieb erfolgt durch Menschenkraft („hominibus calcantibus“), ist allerdings nicht genauer dargelegt. Antike Darstellungen auf Wandmalereien und Terrakotta zeigen den Antrieb durch einen Menschen, der die Trommel z. B. durch Treten antreibt. Überschlägige Nachrechnungen der Pumpenleistung kommen bei einer Dauerleistung von etwa 100 Watt und einem Gesamtwirkungsgrad von 40 % auf eine Förderleistung von etwa 10.000 Litern pro Stunde. Für das zweite nachchristliche Jahrhundert sind derartige Schneckenpumpen für den römischen Silberbergbau in Spanien überliefert.

### Italienische Renaissance und niederländische Polderentwässerung

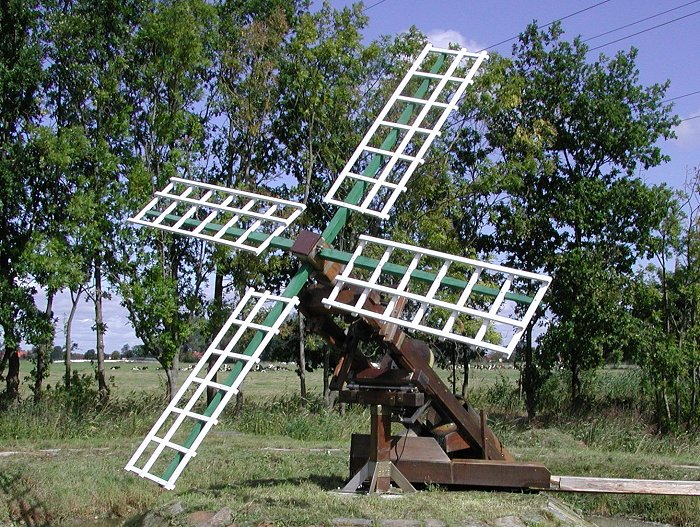
Flutter-Mühle oder Flutter in der Wesermarsch zur Entwässerung

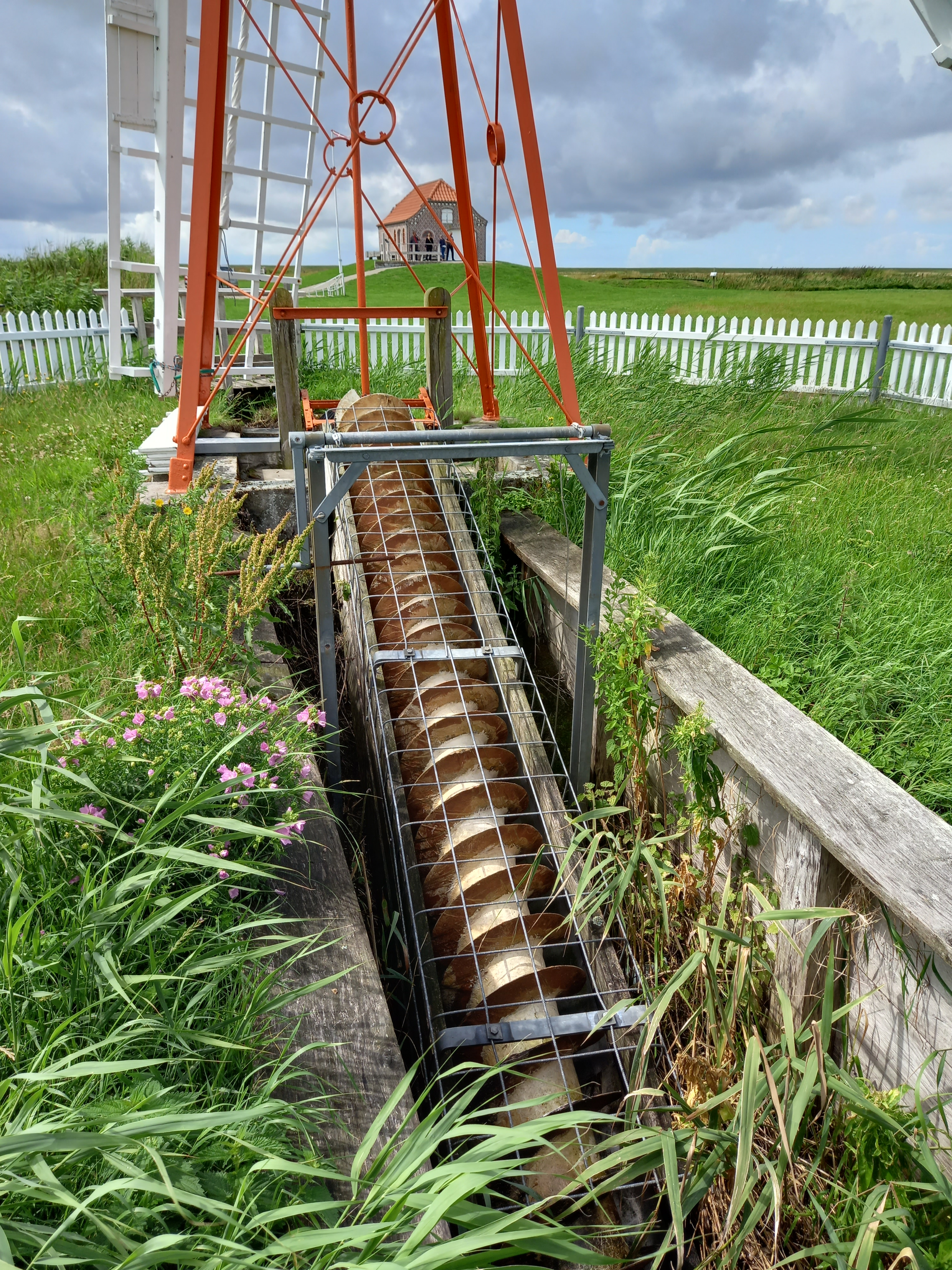
Archimedische Schraube in einer dänischen Pumpmühle

Zu Beginn des 15. Jahrhunderts finden sich die ersten Belege für den Einsatz von Schneckenpumpen im Italien der Renaissance, nämlich in Padua und im Arsenal von Venedig. Möglicherweise fand diese Technik auch zu dieser Zeit schon in den Niederlanden ihren Einsatz bei der Entwässerung für die Landgewinnung. Wasserschnecken zu diesem Zweck wurden dort in großer Zahl dann um 1600 von Technikern wie Jan Adriaanszoon Leeghwater eingesetzt. Die Niederländer nutzten diese Schrauben zur Entwässerung ganzer Landstriche. Die sogenannten „Poldermühlen“ wurden mit Windkraft betrieben. Auf diese Weise wurde die Windmühle zum Wahrzeichen der Niederlande. „Flutter“(-Mühlen) (in Holland „tjasker(molen)“) waren dabei preiswerte und einfache Anlagen, die manuell in den Wind gedreht werden konnten. Um 1880 gab es in Ostfriesland noch 130 solcher Entwässerungsmühlen; bis heute erhalten ist z. B. die Wasserschöpfmühle Wedelfeld in Sande. Zwei Mühlen des „Tjasker-Typs“ sind in einer Museumsanlage in der Gemeinde Ballum in Südjütland (Dänemark) zu besichtigen. Üblich für die Wasserförderung sind Gangzahlen von 1, 2 oder 3 die 99 % der Schnecken abdecken. 

## Wesentliche Abmessungen
Die nebenstehende Abbildung zeigt die wichtigsten Abmessungen einer üblichen archimedischen Schraube:
- {\displaystyle d}: Kernrohrdurchmesser
- {\displaystyle D}: Schneckendurchmesser
- {\displaystyle \beta }: Aufstellwinkel
- {\displaystyle H_{0}}: konstruktive Förderhöhe
- {\displaystyle H_{1}}: Wasserspiegeldifferenz
- {\displaystyle H_{2}}: maximale Förderhöhe
- {\displaystyle H_{3}}: erforderliche hydraulische Förderhöhe
- {\displaystyle J}: Gangzahl (hier: 4)
- {\displaystyle L}: beschaufelte Länge
- {\displaystyle S}: Steigung
- {\displaystyle 1}: Tastpunkt
- {\displaystyle 2}: Füllpunkt
- {\displaystyle 3}: Sturzpunkt
- {\displaystyle 4}: Übersturzpunkt
- {\displaystyle 5}: Staupunkt

## Anwendung und ähnliche Mechanismen

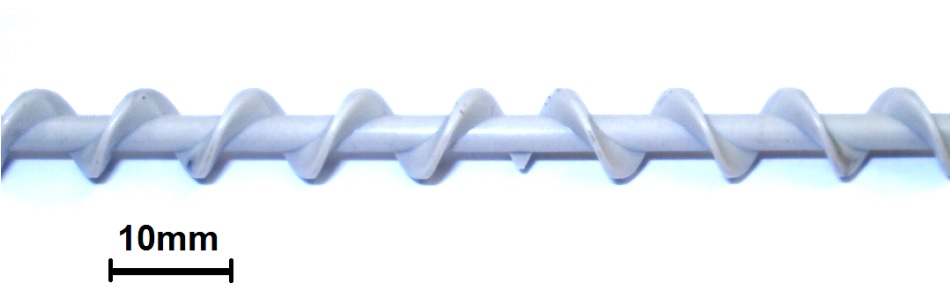
Schnecke aus der Tonereinheit eines Laserdruckers oder Kopiergerätes, die dort waagerecht liegend Toner fördert

Wegen ihrer Zuverlässigkeit und Wartungsarmut werden die Schnecken überwiegend in Abwasserpumpwerken, auf Kläranlagen im Zulauf oder für den Rücklaufschlamm eingesetzt. Die einfache und robuste Ausführung der Schnecken bringt deutliche betriebliche Vorteile gegenüber Zentrifugalpumpen. Gerade die Eigenschaften der äußerst geringen Verstopfungsneigung und die Unempfindlichkeit gegenüber Grobstoffen werden durch den massiv gestiegenen Eintrag von Feuchttüchern und Vliesen in den Abwasserstrom immer wichtiger. Ein weiterer, wenig bekannter Vorteil ist hier der im Vergleich zu Zentrifugalpumpen schonende Umgang mit dem Fördermedium, der die Abwasserreinigung erheblich erleichtert. In Mähdreschern wird der Getreidetank über archimedische Schrauben befüllt und entleert. In Laserdruckern und Kopiergeräten wird Toner durch archimedische Schrauben antransportiert.

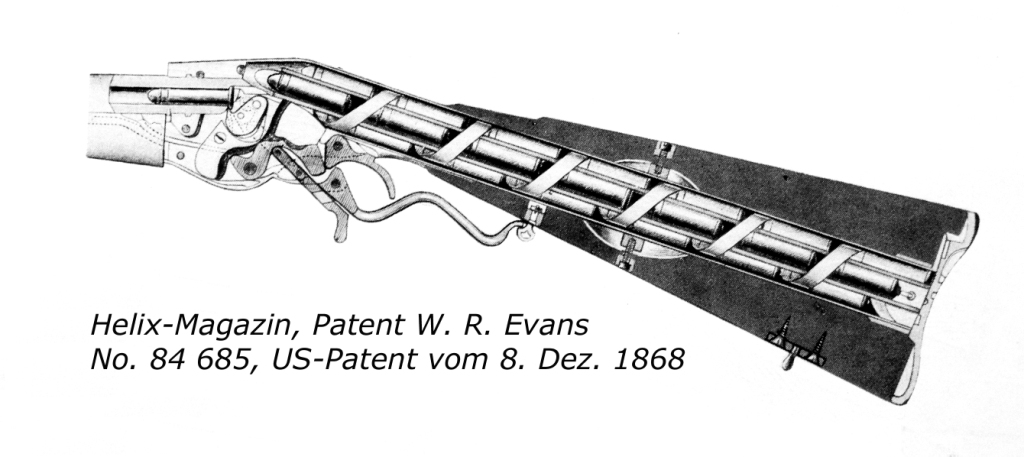
Magazin, Patronenzufuhr, Patent W.R. Evans 1868

Die Umkehrung des Arbeitsprinzips ist die Wasserkraftschnecke. Hier wird die Schnecke durch die Gewichtskraft des Wassers angetrieben.
Nach einem anderen Prinzip arbeitet die ähnlich wie die archimedische Schraube aussehende Exzenterschneckenpumpe, die eigentlich eine Verdrängerpumpe ist.

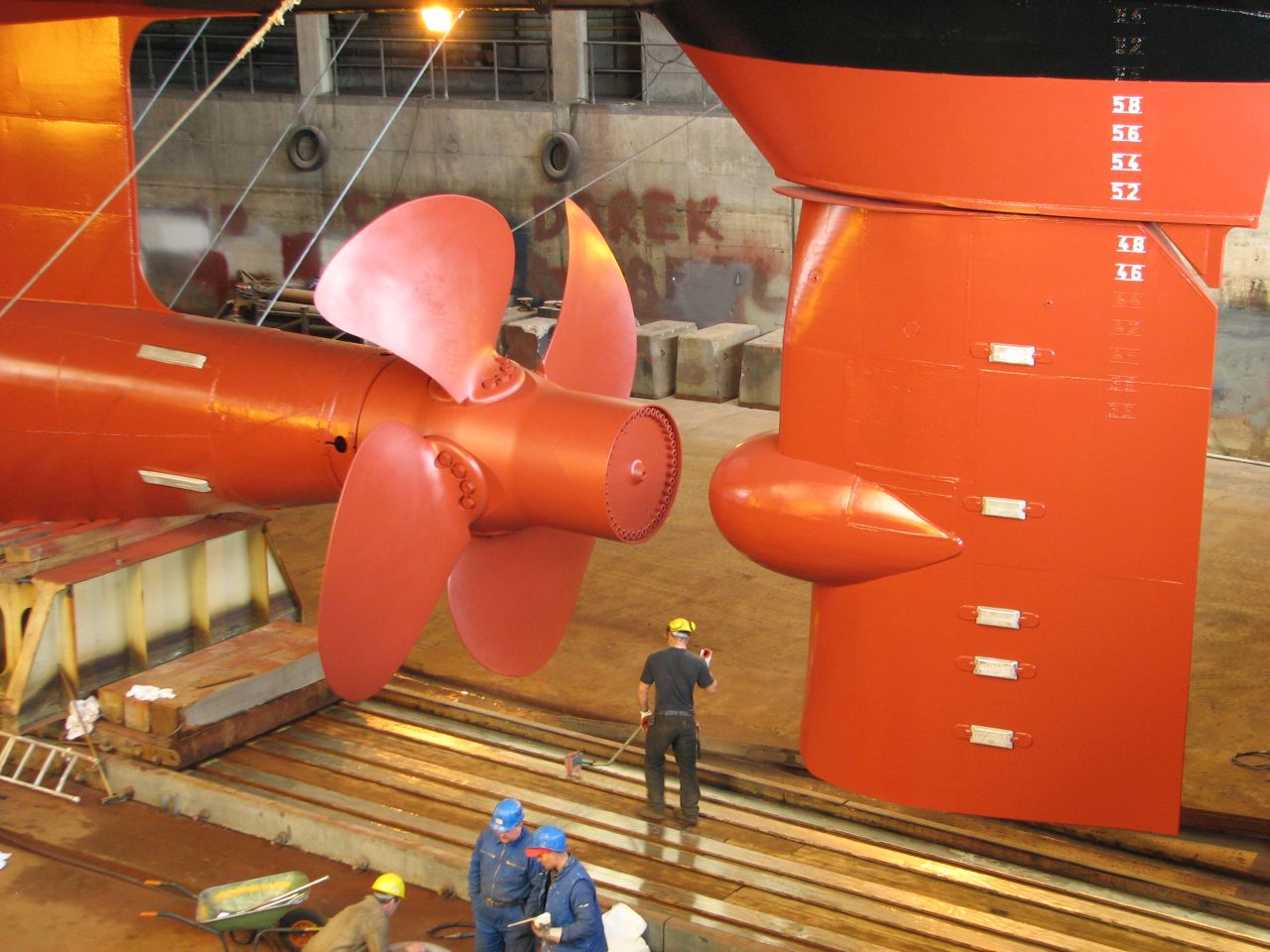
Moderner Schiffspropeller

Der Engländer Francis Pettit Smith und der Schwede John Ericsson wandten eine ähnliche Schneckenform unabhängig voneinander im 19. Jahrhundert als Antrieb für Schiffe an. Der Schiffsantrieb der 1875 in Dienst gestellten Panzerfregatte General-Admiral hatte eine der archimedischen Schraube ähnliche Konstruktion. Später entwickelte sich daraus der Propeller.
Die wahrscheinlich einfachste Konstruktion zum Heben von Wasser mithilfe einer Spirale aus einem Fließgewässer besteht aus einem Wasserschlauch, der in vertikaler Ebene auf einem Wasserrad spiralförmig befestigt ist. Auch dabei taucht die Schlauchöffnung (an der Außenseite der Spirale) bei jeder Umdrehung erneut ins Fließgewässer, durch die Drehung des Rades fließt das Wasser zum Inneren der Spirale und überwindet dabei Höhe. Das andere Ende des Schlauches ist mit dem Rohr gekuppelt, das gleichzeitig die Welle des Schöpfrades bildet und das geschöpfte Wasser zum Feld leitet. Solche Spiralwasserräder sind beispielsweise in Vietnam in Verwendung, wobei gebogene ausgehöhlte Bambusrohre zum Einsatz kommen.
Bei solchen Schöpfwerken sollte der Durchmesser der Rohre möglichst groß gewählt werden. Der Volumendurchfluss ist nämlich (aufgrund des Gesetzes von Hagen-Poiseuille) von der vierten Potenz des Radius abhängig. So würde beispielsweise eine Verringerung des Rohrdurchmessers auf die Hälfte den Strömungswiderstand auf das 16fache erhöhen oder eine Erweiterung des Rohrdurchmessers auf das Dreifache (eineinhalb Zoll statt Halbzoll) den Volumendurchfluss um das 81fache verbessern. Durch Vergrößerung des Rohrdurchmessers muss nicht so viel Arbeit verrichtet werden. Bei motorisch angetriebenen Pumpen ermöglichen größere Rohrdurchmesser größere Pumphöhen oder mehr Durchfluss bei gleichem Energieaufwand oder Leistungs- oder Energieeinsparung.
Die Amphibienfahrzeuge der Reihe ZIL-2906 arbeiten mit archimedischen Schrauben anstelle von Rädern oder Ketten.